# Семченко, Дмитрий Викторович
Дмитрий Викторович Семченко (бел. Дзмітрый Віктаравіч Семчанка; род. 28 августа 1983, Могилёв, Белорусская ССР) — белорусский журналист, телеведущий, политический обозреватель.

## Биография
Родился 28 августа 1983 года в Могилёве.
Начинал карьеру на Могилёвском телевидении в 2008-м году.
С 2009-го по 2020 работал на телеканале ОНТ.
В 2012 году стал победителем Национального телевизионного конкурса «Телевершина» как лучший репортёр.
В российских СМИ упоминался, после телевизионных программ, в которых критиковал политику Москвы в отношении Белоруссии. Резонанс вызвали выпуски с жёсткой критикой премьер-министра России Дмитрия Медведева, а также лидера ЛДПР Владимира Жириновского, после его призыва включить Беларусь в состав России.
В августе 2020 года в знак протеста против насилия, последовавшего после президентских выборов в Белоруссии, уволился с должности главы «президентского пула» телеканала ОНТ. Осудил действия белорусских силовых структур. Вскоре был арестован. Накануне задержания успел дать интервью ряду СМИ, в том числе Ксении Собчак, которая позже заявила: «арест Семченко — это примерно как задержать Познера за его инстаграм-посты».
В сентябре 2020 года Семченко был осуждён Судом Фрунзенского района г. Минска за участие в несанкционированном массовом мероприятии, несмотря на то, что во время мероприятия он был ещё действующим журналистом с соответствующим служебным удостоверением. Содержался в изоляторах «Окрестина» и «Жодино».
После освобождения заявил журналистам, что не пожалел о своём поступке.
С ноября 2020 работал в сфере PR.
В сентябре 2022 года Семченко был задержан и первоначально арестован на 15 суток по обвинению в мелком хулиганстве, а в марте 2023 года приговорён к трём годам колонии по делу о «разжигании вражды» за негативные по отношению к представителям власти публикации в социальных сетях. 29 ноября 2022 года Правозащитный центр «Весна» и другие белорусские правозащитные организации признали Семченко политическим заключённым.